# Sigourney, Iowa
Sigourney är administrativ huvudort i Keokuk County i Iowa. Orten har fått sitt namn efter poeten Lydia Sigourney. Vid 2010 års folkräkning hade Sigourney 2 059 invånare.